# Draco maculatus
Draco maculatus is een kleine hagedis uit de familie agamen (Agamidae). Het is een van de vliegende draakjes uit het geslacht Draco.

## Naam en indeling
De wetenschappelijke naam van de soort werd voor het eerst voorgesteld door John Edward Gray in 1845. Oorspronkelijk werd de naam Dracunculus maculatus gebruikt. De soortaanduiding maculatus komt het uit het Latijn en betekent vrij vertaald 'gevlekt'.

### Ondersoorten
De soort wordt verdeeld in vier ondersoorten. Deze zijn onderstaand weergegeven, met de auteur en het verspreidingsgebied.
| Naam                       | Auteur          | Verspreidingsgebied                  |
| -------------------------- | --------------- | ------------------------------------ |
| Draco maculatus divergens  | Taylor, 1934    | Noordwestelijk Thailand              |
| Draco maculatus haasei     | Boettger, 1893  | Oostelijk Thailand                   |
| Draco maculatus maculatus  | Gray, 1845      | De rest van het verspreidingsgebied. |
| Draco maculatus whiteheadi | Boulenger, 1900 | Vietnam, China (Hainan)              |

## Uiterlijke kenmerken
De mannetjes hebben vooral in de paartijd fellere kleuren zoals een knalgele keelzak met een blauwe keelvlek. De basiskleur is meestal bruin en de bovenzijde van het lichaam heeft een grillige, fijnmazige nettekening, net zoals de bast van bomen waar de agame op leeft.
Zoals alle vliegende draakjes heeft deze kleine agame aan iedere flank een huidplooi die bij een sprong wordt uitgevouwen waarna een soort glijvlucht wordt ingezet. Dit gebeurt alleen bij gevaar; omdat het dier tientallen meters kan zweven, ziet hij namelijk niet waar hij terechtkomt. Wel kan tijdens de vlucht gemikt worden waar te landen, liefst verticaal tegen een boombast vanwege de schutkleur. Net zoals de bekendste soort uit het geslacht Draco, het gewoon vliegend draakje (Draco volans), kan de hagedis maximaal 25 centimeter worden. Draco maculatus is van de laatste soort te onderscheiden door meer vlekken aan de onderzijde van de huidflappen, een groenige lichaamskleur en meer naar geel neigende kleur van de kop.

## Levenswijze
Deze soort leeft vrijwel uitsluitend van mieren, slechts af en toe worden ook andere insecten gegeten. Hierdoor is Draco maculatus erg moeilijk in gevangenschap te houden en is er niet zoveel bekend over bijvoorbeeld de levenswijze en de voortplanting.

## Verspreiding en habitat
Het verspreidingsgebied beslaat grote delen van zuidoostelijk Azië. De agame is aangetroffen in de landen China, India, Laos, Maleisië, Myanmar, Thailand en Vietnam. De hagedis is aangetroffen tot op een hoogte van ongeveer 2590 meter boven zeeniveau.
Draco maculatus komt vooral voor in dichtbegroeide, vochtige tropische en subtropische bossen en moerassen. Er is enige tolerantie voor door de mens aangepaste streken, zoals plantages en tuinen. Het is een typische boombewoner die niet graag op de bodem komt en erg snel over de takken kan rennen om prooien te zoeken.

## Beschermingsstatus
Door de internationale natuurbeschermingsorganisatie IUCN is de beschermingsstatus 'veilig' toegewezen (Least Concern of LC).